# Anoplotrupes stercorosus
Anoplotrupes stercorosus là một loài bọ cánh cứng trong họ Geotrupidae. Loài này được Scriba miêu tả khoa học năm 1791.

## Hình ảnh

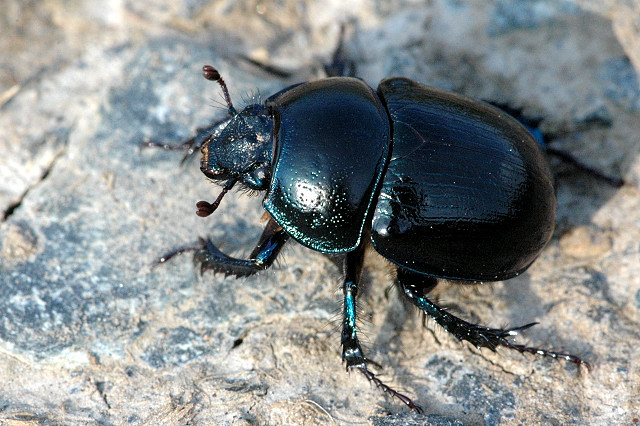
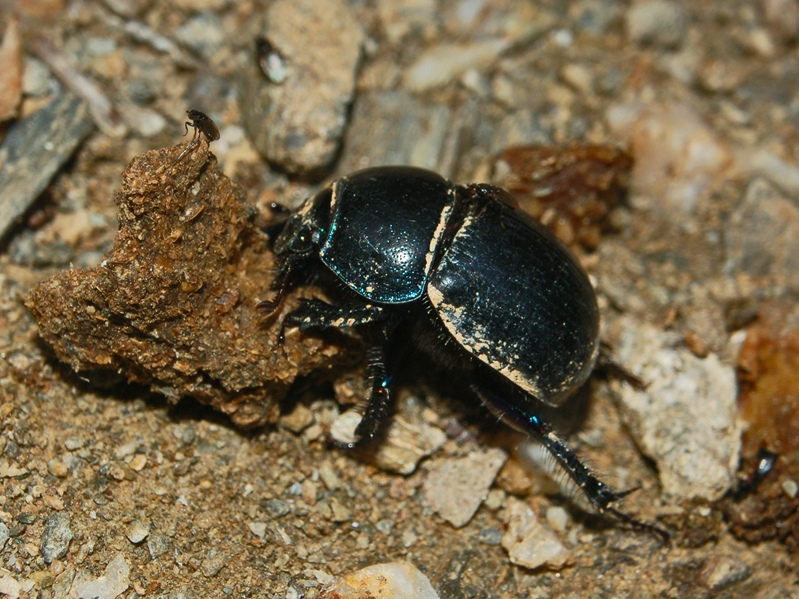
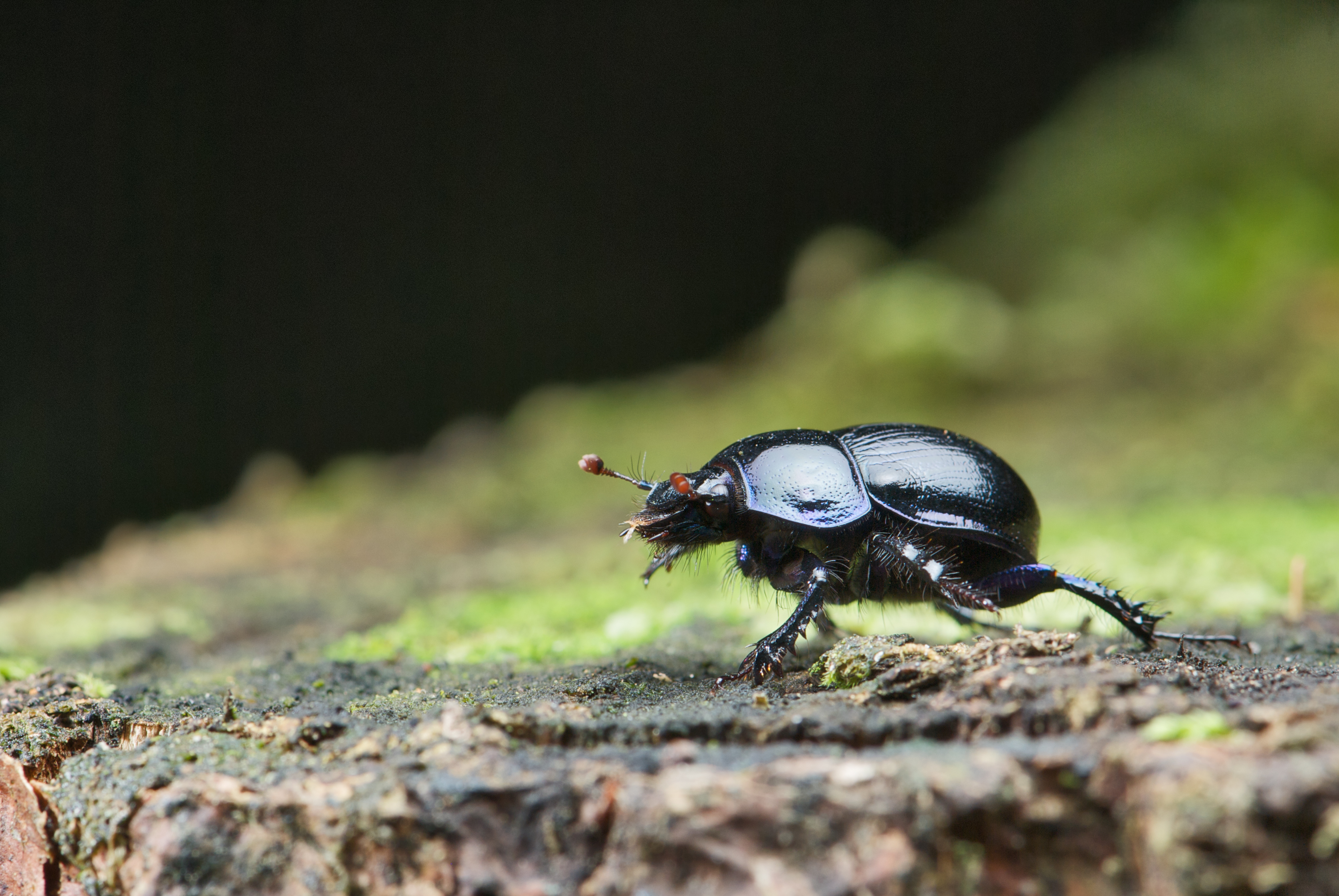